# 湊竜也
湊 竜也（みなと りゅうや、2000年3月6日 - ）は、日本の俳優、モデル。ウイントアーツ所属。

## 人物
- 声優を志望し、代々木アニメーション学院へ入学。演技を学ぶにつれ、声優の枠に留まらない表現の楽しみを知り、演劇の道へ。
- 歴史が好きでよく一人で城巡りをする[1]。一番好きな歴史上の人物は真田幸村[1]。いつか真田幸村を演じるのが夢で、日々殺陣の稽古に励んでいる。
- 『秘密戦隊ゴレンジャー』のアオレンジャーが使っていたブルーアーチェリーに憧れ、高校時代はアーチェリー部に所属していた[2]。
- 趣味は一人旅、サバゲ―[1]。
- 特技はアーチェリー、ソフトテニス、アクション、アクロバット、殺陣[1]。
- スリーサイズB:87cm、W:67cm、H:91cm[1]。
- 靴のサイズは27.0cm[1]。

## 出演

### テレビドラマ
- フジテレビ系列 木曜劇場「SUPER RICH」（2021年10月） - スリースターブックスレギュラー社員 役
- EX「暴太郎戦隊ドンブラザーズ」16話（2022年6月19日） - ゲームに熱中する青年／恐竜鬼 役[3]

### TV
- CX「全力!脱力タイムズ」脱力TOPICS（2022年7月）

### ショートフィルム
- 「なんてね。」（2020年） - 主演・佐々木 役【監督：牧田悠平】

### 舞台
- ミュージカル「憂国のモリアーティ」（2019年5月、天王洲 銀河劇場） - アンサンブル【脚本・演出：西森英行】
- 「ぼくらの國」（2019年11月） - 主演・菊之助 役
- 壱人前企画vol.13「死ヌ事典 _ars_moriendi」（2020年11月、中野ザ・ポケット） - 精神障害を持つ息子 役【脚本・演出：岡本貴也】
- 「サンサーラ式葬送入門-自在篇-」（2021年3月、シアターKASSAI） - 常磐宗介 役【脚本・演出:細川博司（バンタムクラスステージ）】
- 演劇企画 heart more need『ふたりカオス』（2021年7月、ステージカフェ下北沢）
- 舞台｢プレイタの傷｣（2021年11月、京都劇場 / ヒューリックホール） - アンサンブル出演【脚本・演出：久保田唱】
- ｢蛮勇戦歌｣（2022年2月、シアターグリーン BIG TREE THEATER） - 士道煌呀 役
- 劇団ラパン雑貨ゝ「いやとよ ver.2022」（2022年4月、池袋シアターKASSAI） - 主演・川淵 役[4]
- 「処女のまま死ぬやつなんていない、みんな世の中にやられちまうからな」（2022年7月、博品館劇場） - クラスメイト 役【演出：開沼豊】
- 劇団夜想会公演「俺は、君のためにこそ死ににいく」（2022年9月、俳優座劇場） - 坂東勝次少尉 役【脚本・演出：野伏翔】
- MANKAI STAGE『A3!』ACT2! ～AUTUMN 2022～（2022年11月 - 12月、TOKYO DOME CITY HALL 他） - アンサンブル[5]
- 舞台「地獄楽」（2023年2月、ヒューリックホール東京） - アンサンブル[6]
- 舞台「淡海乃海-天下静謐の雫となりて-」（2024年5月 - 6月、草月ホール） - 六角義治 役[7]
- ACTORS×BATTLE II（2024年12月、シアターグリーン BASE THEATER）[8]

### 声優
- Webアニメ「いーすとけんvol.1[9]」（2018年10月） - しばこっぺ,ちぎりポメ 役
- スマートフォンアプリ「鬼から電話」（2019年3月） - 天狗役
- スマートフォンアプリ「アニドルカラーズ」（2019年12月） - 編集長 役

### CM
- 日本生命「私らしく前を向く」 - ボイスロゴ（2021年9月）

### 配信
- YouTube ゾッとする怖い話⑦「僕のお兄ちゃん[10]」（2020年7月） - 兄・亮太 役